# کژموو (استان لهستان بزرگ‌تر)
کژموو (به لهستانی:  Krzymów) یک روستا در لهستان است که در گمینا کژموو واقع شده‌است.
 کژموو  ۵۲۴ نفر جمعیت دارد.